# Günter Männel
Günter Karl Männel (* 13. Februar 1932 in Niederalbertsdorf; † 2003) war ein deutscher hauptamtlicher Mitarbeiter der Hauptverwaltung A (HVA) des Ministeriums für Staatssicherheit (MfS) der Deutschen Demokratischen Republik (DDR), der im Juni 1961 in den Westen überlief.

## Leben
Der 1932 geborene Männel trat 1952 in die Kasernierte Volkspolizei ein. Ab 1956 war er hauptamtlicher Mitarbeiter der HVA des MfS der DDR und dort in der Abteilung III im Referat 1 tätig. Die Abteilung war für legal abgedeckte Residenturen in DDR-Botschaften, Konsulaten und Handelseinrichtungen verantwortlich. Das Referat 1 war dabei für Westeuropa, vor allem das Vereinigte Königreich, Frankreich, Belgien, die Niederlande und Italien, zu Männels Zeit auch für die operative Arbeit gegen die Vereinigten Staaten, zuständig. Im Oktober 1957 wurde er zum Unterleutnant, im Oktober 1958 zum Leutnant und im Oktober 1960 schließlich zum Oberleutnant ernannt. Männel führte den Decknamen Günther Lange. Er soll auch bei der Führung von Tamara Bunke beteiligt gewesen sein.
Im Juni 1961, kurz vor dem Bau der Berliner Mauer, lief er in den Westen über. Der Spiegel bezeichnete ihn als „150. Überläufer aus Walter Ulbrichts Sicherheitsdienst“. Männel machte detaillierte Angaben zur Abteilung III der HVA sowie über Anwerbungen auf der Leipziger Messe. Der westdeutsche Verfassungsschutz erfuhr durch ihn Details zu 53 Spionagefällen, 67 Einschleusungen und dass 281 Bundesbürger ausgeforscht worden waren, ob sie sich möglicherweise anwerben ließen. Durch Männel wurde dem Verfassungsschutz bekannt, dass Interzonenzüge als rollende Tote Briefkästen genutzt wurden.
Mit Toupet und falschem Oberlippenbart trat Männel als Zeuge in Hauptverhandlungen vor Gerichten auf, unter anderem gegen Joseph Patrick Kauffman, einen Hauptmann der United States Air Force, an dessen Werbung er beteiligt war. Im Februar 1962 gab Männel ein Fernsehinterview im Norddeutschen Rundfunk.
Nach seiner Flucht in den Westen lebte er aus Sicherheitsgründen in den Vereinigten Staaten, wo er von der Central Intelligence Agency betreut wurde. In Europa schien die Gefahr zu groß, er werde vom MfS zurück in die DDR entführt, wo ihm die Todesstrafe drohte. Tatsächlich gab es zahlreiche solcher Entführungen von Überläufern.